# Herren von Ehrenberg (Untermosel)

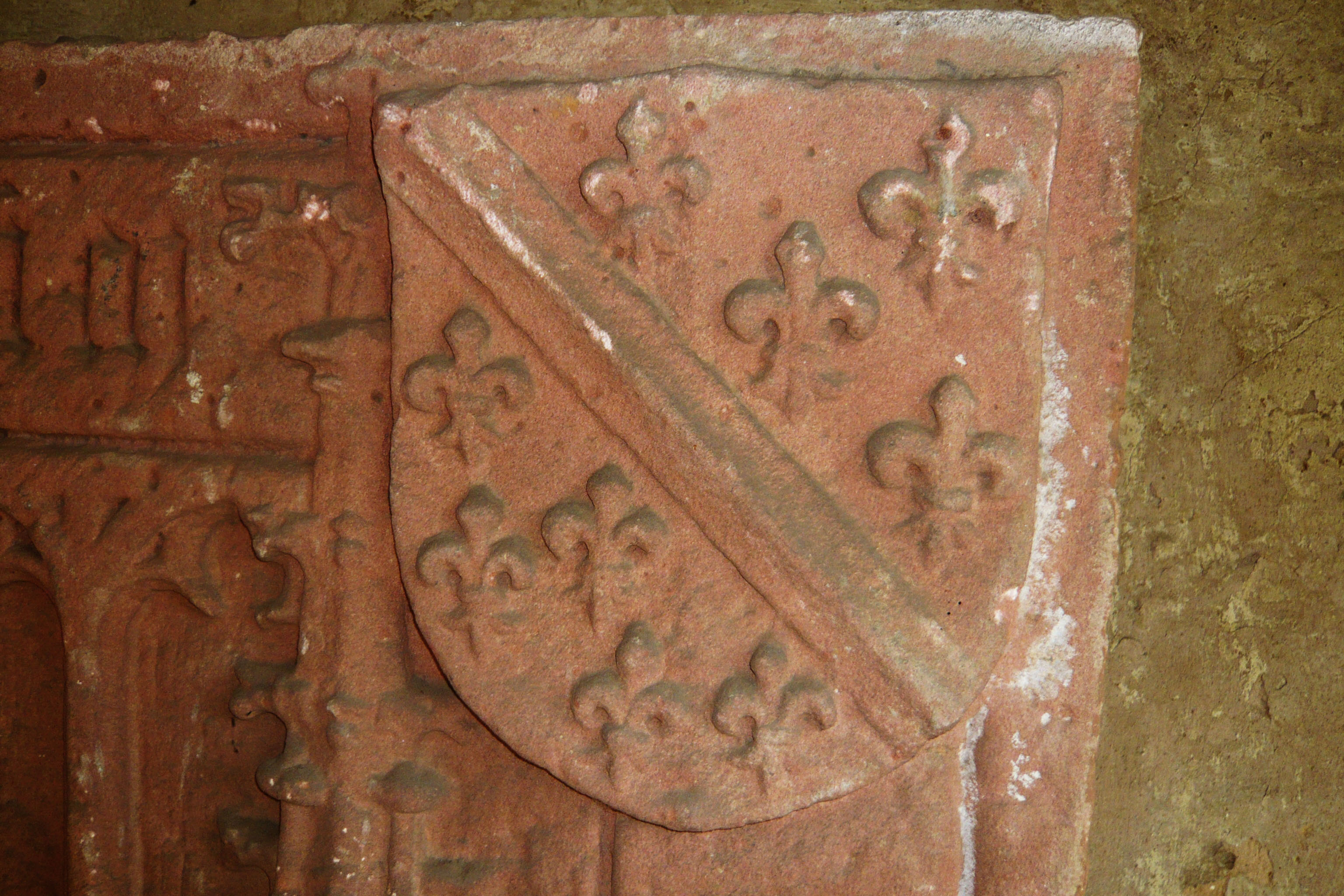
Wappen Ehrenberg auf einer Grabplatte für Greta von Pyrmont und von Ehrenberg an der kath. Kirche St. Kastor in Treis-Karden, Kreis Cochem a.d. Mosel. Datiert 1447.

Die reichsministerialen Herren von Ehrenberg (auch Eremberch, Eerenberg) von der Untermosel sind zwischen 1189 und 1398 als Edelknechte, Ritter und Herren der Ehrenburg beurkundet.

## Geschichte
Die Herren von Ehrenberg nannten sich nach der Burg, die sie vermutlich Anfang des 12. Jahrhunderts – ursprünglich als viereckigen Wohnturm – in einem Seitental der Untermosel errichtet hatten. 1161 wird diese Burg in einem Schlichtungsdokument Kaiser Friedrichs I. für Erzbischof Hillin von Trier und Pfalzgraf Konrad von Staufen mit castrum eremberch bezeichnet. Ein Foto aus den 1950er Jahren zeigt vorne links, vor den beiden Türmen, die Mauerreste der Oberburg, die in mehreren An- und Erweiterungsphasen im 12./13. Jahrhundert zu einem „Festen Haus“ erweitert wurde. Der Doppelbergfried soll in den Jahren zwischen 1325 und 1350 entstanden sein. Oberburg und Bergfried stehen auf dem höchsten Punkt eines ins Ehrbachtal vorspringenden Bergsporns.

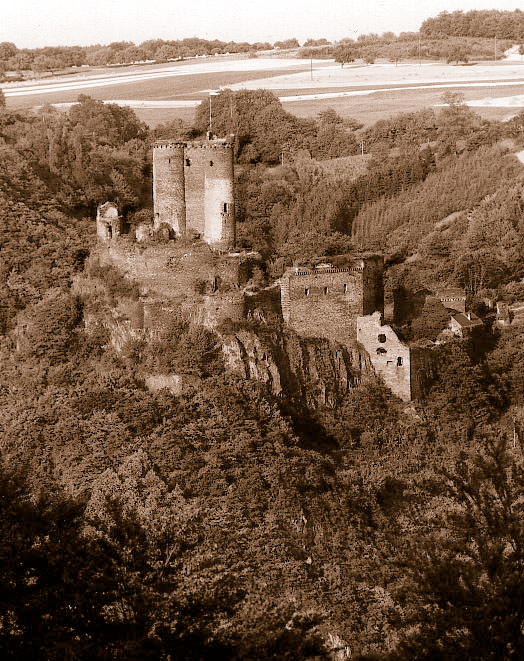
Ruine Ehrenburg um 1950. Ansicht vom gegenüberliegenden Südwest-Hang des Ehrbachtals

1189 erscheinen Friedrich von Ehrenberg und sein Sohn als Zeugen für Konrad von Staufen in einer Kölner Urkunde. Belehnungen mit Vogteien und Besitz u. a. der Kölner Kirche und der Abtei Siegburg in der Mittelrhein-Untermosel-Region des 12. Jahrhunderts, und ihre beurkundete Nähe zu den rheinischen Pfalzgrafen bereits in dieser Zeit, lassen eine Herkunft der Familie aus dem nördlichen Rheinland vermuten. Allein vier Ehrenberger sind im 13. u. 14. Jahrhundert Domherren zu Köln.
Ihr Stammsitz, die Burg über der Eere, war das befestigte Verwaltungszentrum der Reichsherrschaft Ehrenberg mit Besitzungen auf dem vorderen Hunsrück, am Mittelrhein und der Untermosel. Dazu gehörte der Schutz eines Moselübergangs zwischen Hunsrück und Eifel bei Hatzenport. Neben den Erträgen aus Ämtern, Höfen und Dörfern der Region wird ihnen auch der Weinbau um Boppard, Brodenbach und Cochem Einkünfte gesichert haben.
Ihre Wehrtüchtigkeit belegt 1314 das von zwei Brüdern Ehrenberg Erzbischof Balduin von Luxemburg gegebene Versprechen, ihm und seinem Neffen König Johann von Böhmen, mit „12 schweren Reitern“ zu dienen. Wahrscheinlich ist auch ihre Teilnahme am Italienzug von König Heinrich VII., dem Bruder Balduins, zur Kaiserkrönung nach Rom in den Jahren 1310–1313. Ein Friedrich von Ehrenberg wurde 1368 Marschall und Bannerträger der Grafen von Sponheim.
Regionalpolitisch erscheinen die Herren von Ehrenberg als Amtmänner und Burgmannen in Boppard, Kastellaun und Simmern. Wiederholt waren sie auch Gegner der Bischöfe von Trier – die laut Schlichtungsurkunde des Kaisers Friedrich Barbarossa seit 1161 Oberlehensherren der Ehrenburg waren. Bekannt wurde ihre Eltzer Fehde mit Balduin und der mehrjährige Streit mit Werner von Falkenstein. Die Überlieferung beschreibt dazu den letzten Ehrenberger Friedrich VI. als brandschatzenden Wüterich an Koblenz, Böckelheim und anderen Orten des Erzstiftes Trier. 1398 vermitteln Pfalzgraf Ruprecht III., der spätere deutsche König, und Graf Philipp I. von Nassau zwischen beiden Parteien einen Vergleich und die Wiedergutmachung für gegenseitig durch Schetzungen Brand Doitslegen (Urkundentext für Besteuerung Brandstiftung Totschlag).
Die Ehrenberger Fehde hatte Anfang der 1370er Jahre gegen den Grafen Diether VIII. (Katzenelnbogen) begonnen, an der wohl auch der Trierer Erzbischof Kuno von Falkenstein und sein Nachfolger Werner von Falkenstein beteiligt waren. Möglicherweise war die Verpfändung eines Teils der Ehrenburg durch Friedrich von Ehrenberg an den Rheinischen Pfalzgrafen Ruprecht Auslöser der Streitigkeiten. Am Ende stand 1398 ein Vergleich der Parteien, und der Ehrenberger hatte nur 100 Florin für 130 geraubte Schweine zu zahlen und seine Rechte als Vogt von fünf Dörfern von Stremich nachzuweisen. In diesen Jahren verstarb der letzte männliche Herr von Ehrenberg. Sein Erbe teilten sich der Pfalzgraf und die Kinder von Friedrichs Tochter Margarete von Schönburg.

## Wappen

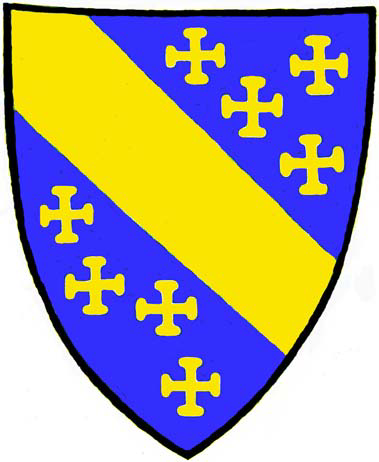
Wappen Ehrenberg der jüngeren Linie seit Mitte 14. Jh.

Das Familienwappen der Ehrenberger von der Untermosel zeigt einen rechtsschrägen Balken. Die wahrscheinlich älteste, noch erhaltene farbige Darstellung zeigt die illustrierte Sammlung der Wappen von trierischen Burgmannen des Erzbischofs Balduin, aufgezeichnet um 1340. Im altfranzösischen Amtssprachentext Balduins wird die Tinktur mit H(err) de Ere(n)b(er)g. D'azur à la bande d'or (Herr von Erenberg. In Blau ein goldener Schrägbalken) beschrieben. Das Siegel eines Conrad v. E. von 1242 (LHA Ko Best 162 Nr. 42) zeigt, möglicherweise zur Unterscheidung von dem Wappen des älteren, ursprünglichen Familienstammes, Lilienkreuze als Beizeichen. Goldene Tatzenkreuzchen oder heraldische Lilien tragen später alle Allianzwappen der Ehrenberger und ihrer Erben.
Zu einer Verwandtschaft mit dem namensgleichen Ehrenberg (Adelsgeschlecht) aus Heinsheim/Wimpfen am Neckar gibt es keinen bekannten Hinweis. Eine Ableitung des Namens aus dem mittelhochdeutschen êre für Ahorn(baum) wird verschiedentlich ohne nähere Begründung zitiert und ist daher schwer nachzuvollziehen.